# Juan Carlos Rojas
Juan Carlos Rojas Villegas (Zarcero, 22 december 1981) is een Costa Ricaans wielrenner. Zijn broer César is ook wielrenner. Zowel in 2007 als in 2014 werd hij nationaal kampioen van zijn land in de wegwedstrijd. Met zes eindoverwinningen is hij recordwinnaar van de Ronde van Costa Rica.
Eind januari 2018 werd bekend dat Rojas tijdens de Ronde van Costa Rica in 2017, waarin hij twee etappes en het eindklassement won, positief had getest op Cera. Door UCI werd hij voorlopig geschorst.

## Overwinningen
2004
7e etappe Ronde van Costa Rica
2005
Proloog, 4e, 5e, en 13e etappe Ronde van Costa Rica
Eindklassement Ronde van Costa Rica
2006
8e en 9e etappe Ronde van Guatemala
Eindklassement Ronde van Guatemala
2007
 Costa Ricaans kampioen op de weg, Elite
2e etappe Ronde van Nicaragua (ploegentijdrit)
2009
3e en 6e etappe Ronde van Guatemala
Eindklassement Ronde van Guatemala
12e etappe Ronde van Costa Rica
2010
3e, 6e, 7e, 11e en 12e etappe Ronde van Costa Rica
Eindklassement Ronde van Costa Rica
2013
3e, 7e, 10e, 11e en 12e etappe Ronde van Costa Rica
Eind-, punten- en bergklassement Ronde van Costa Rica
2014
 Costa Ricaans kampioen op de weg, Elite
8e en 10e etappe Ronde van Costa Rica
Eind- en puntenklassement Ronde van Costa Rica
UCI America Tour
2015
Eindklassement Ronde van Costa Rica
2016
 Costa Ricaans kampioen tijdrijden op de weg, Elite
7e en 11e etappe Ronde van Costa Rica
2017
5e en 10e etappe Ronde van Costa Rica
Eindklassement Ronde van Costa Rica

## Resultaten in voornaamste wedstrijden
| Jaar |  | WK op de weg |
| ---- |  | ------------ |
| 2014 |  | opgave       |
| 2015 |  | opgave       |